# Melanoplus borealis
Melanoplus borealis es una especie de saltamontes perteneciente a la familia Acrididae. Se encuentra en América del Norte.

## Subespecies
Cuatro subespecies pertenecen a la especie Melanoplus borealis:
- Melanoplus borealis borealis Fieber, 1853
- Melanoplus borealis palaceus Fulton, 1930
- Melanoplus borealis stupefactus Scudder, 1876
- Melanoplus borealis utahensis Scudder, 1897